# Sirobasidium sanguineum
Sirobasidium sanguineum är en svampart som beskrevs av Lagerh. & Pat. 1892. Sirobasidium sanguineum ingår i släktet Sirobasidium och familjen Sirobasidiaceae.   Inga underarter finns listade i Catalogue of Life.